# Fervelèctric
El Fervelèctric, sovint escrit Fervelectric, fou un prototipus de cotxe elèctric creat el 1967 per Joan Ferret i Carbonell (propietari de l'empresa FERVE del Vendrell, Baix Penedès) a partir d'una carrosseria basada en un antic Rambler de 1902. El 1980, s'instal·laren unes plaques fotovoltaiques al sostre de l'automòbil per tal de convertir-lo en un vehicle solar i el 2007, amb motiu del quarantè aniversari del prototipus, se li va actualitzar tot el sistema electrònic a fi d'adaptar-lo a la tecnologia del moment.
El Fervelèctric va obtenir un fort ressò en el seu moment, ja que era el primer cotxe elèctric fabricat a l'estat espanyol, i fins i tot la premsa xinesa i americana en varen parlar. Actualment, el vehicle s'exposa al museu que té FERVE a la seva seu social del Vendrell, un museu obert al públic a hores convingudes.

## Història
FERVE és una empresa fabricant d'aparells elèctrics (especialment bateries, carregadors i tot allò relacionat amb aquests elements) que procedeix directament dels "Tallers Elèctrics Ferret", fundats el 1925 al Vendrell per Benvingut Ferret i Vidales, pare de Joan Ferret. La creació del Fervelèctric fou un projecte d'aquest darrer, i ho va fer només a títol d'experimentació. Per tal d'involucrar-hi els treballadors de l'empresa, a partir de 1966 Joan Ferret va decidir de destinar l'última hora de la jornada laboral al desenvolupament del vehicle. Molts dels seus components es van haver de fabricar expressament, entre ells el volant, el motor i les rodes.
Un cop construït el cotxe, les proves en carretera es varen fer dins el trajecte del Vendrell a Coma-ruga. La seva matriculació fou complicada, ja que el procediment burocràtic s'allargava: es va iniciar el 1967 i no fou fins al 1969 que el Fervelèctric va obtenir la placa de matrícula número B-700001, esdevenint així el primer cotxe elèctric fabricat al país que podia circular legalment per carretera.
Mentre es tramitava la matriculació, Joan Ferret va haver d'afrontar un obstacle inesperat: SEAT va presentar una denúncia contra la seva empresa per competència deslleial, adduint que FERVE volia fabricar automòbils sense tenir-ne el permís corresponent. A conseqüència de la denúncia, la guàrdia civil espanyola va precintar el Fervelèctric. Per tal de resoldre l'afer, va caldre declarar que el vehicle era un prototip únic de cotxe experimental, no pas el primer d'una sèrie de producció comercial.